# Paipa
Paipa ist eine Gemeinde (municipio) im Departamento Boyacá in Kolumbien.

## Geographie
Paipa liegt 2525 m über dem Meeresspiegel am Río Chicamocha, 15 km von Duitama entfernt. Die Gemeinde grenzt im Norden an Gámbita im Departamento de Santander, im Osten an Duitama und Tibasosa, im Süden an Firavitoba und im Westen an Tuta und Sotaquirá.

## Bevölkerung
Die Gemeinde Paipa hat 31.868 Einwohner, von denen 20.202 im städtischen Teil (cabecera municipal) der Gemeinde leben (Stand 2019).

## Geschichte
Das Gebiet des heutigen Paipa war vor der Ankunft der Spanier vom indigenen Volk des Kaziken Tundama besiedelt. Paipa wurde 1602 von Luis Enríquez gegründet.

## Wirtschaft
Die wichtigsten Wirtschaftszweige von Paipa sind Landwirtschaft, Rinder- und Milchproduktion sowie Bergbau (Kohle, Sand und Steine). Angebaut werden insbesondere Hafer, Gerste, Mais, Weizen, Kartoffeln und Hülsenfrüchte. Zudem gibt es Textil- und chemische Industrie und es werden Produkte aus Holz, Lebensmittel und Baustoffe hergestellt. Eine wichtige Rolle spielt auch der Tourismus. In Paipa befindet sich das Kraftwerk Termopaipa.

## Tourismus
Paipa wird als die Capital turística de Boyacá (Tourismushauptstadt Boyacás) bezeichnet und ist insbesondere für seine Quelle und Thermalbäder bekannt. Wichtige touristische Ziele sind der Sochagota-See, die Hacienda Casona del Salitre, ein altes Herrenhaus, sowie das Monumento Pantano de Vargas, ein Monument für den Unabhängigkeitshelden Juan José Rondón und seine Truppe.

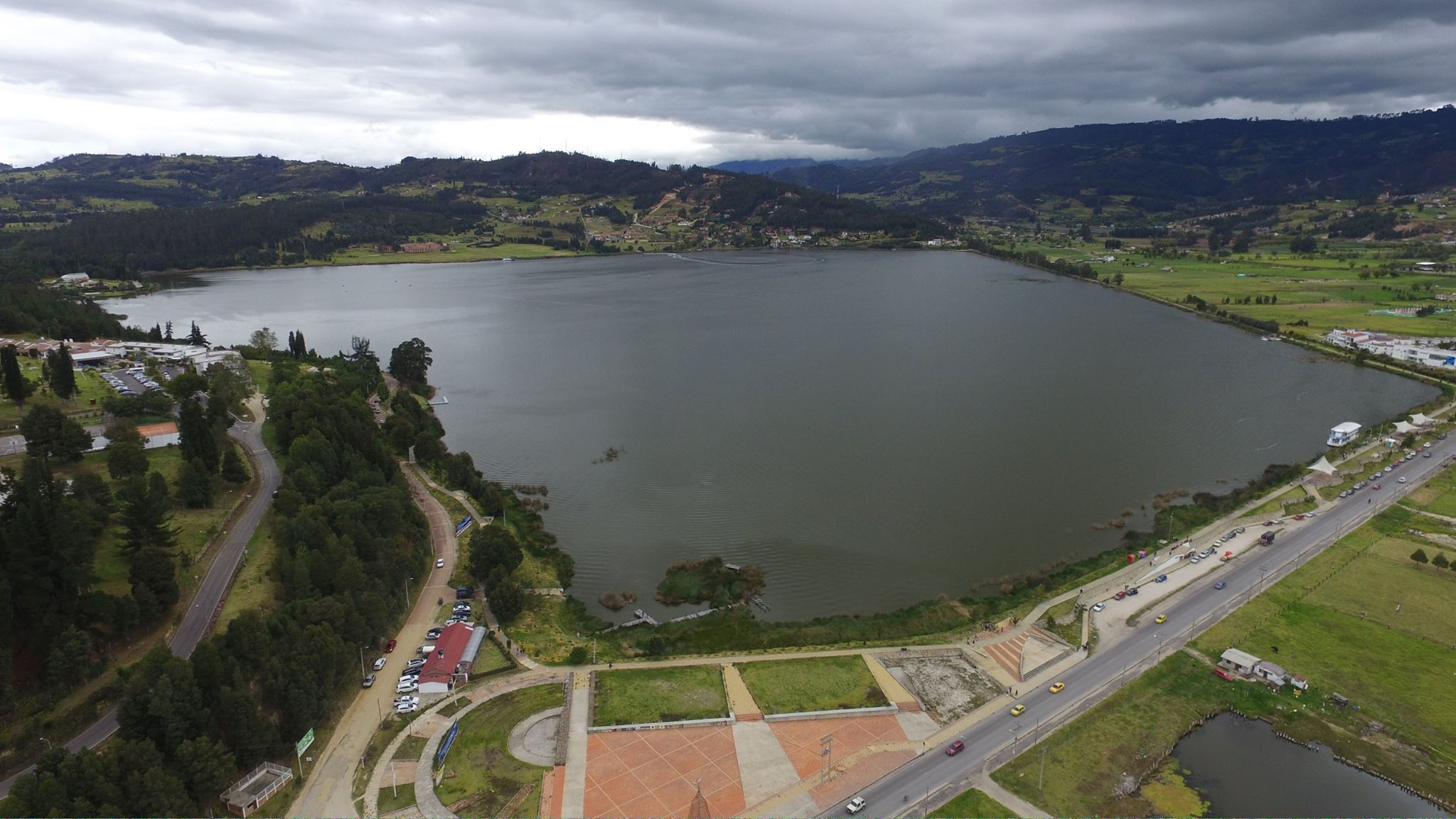
Sochagota-See
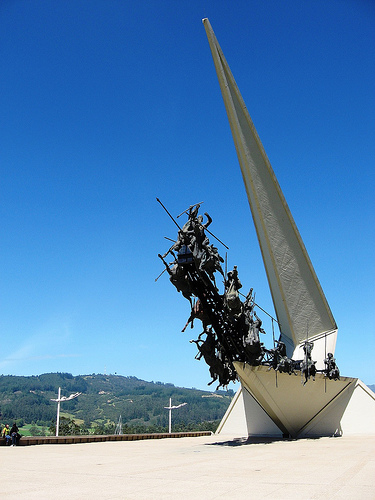
Monumento Pantano de Vargas
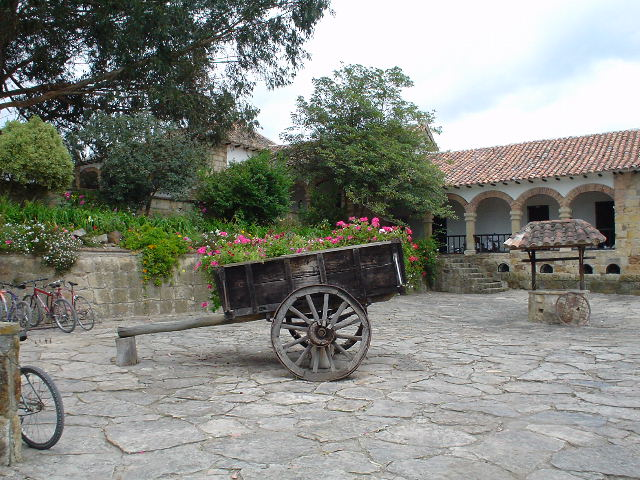
Hacienda Casona del Salitre
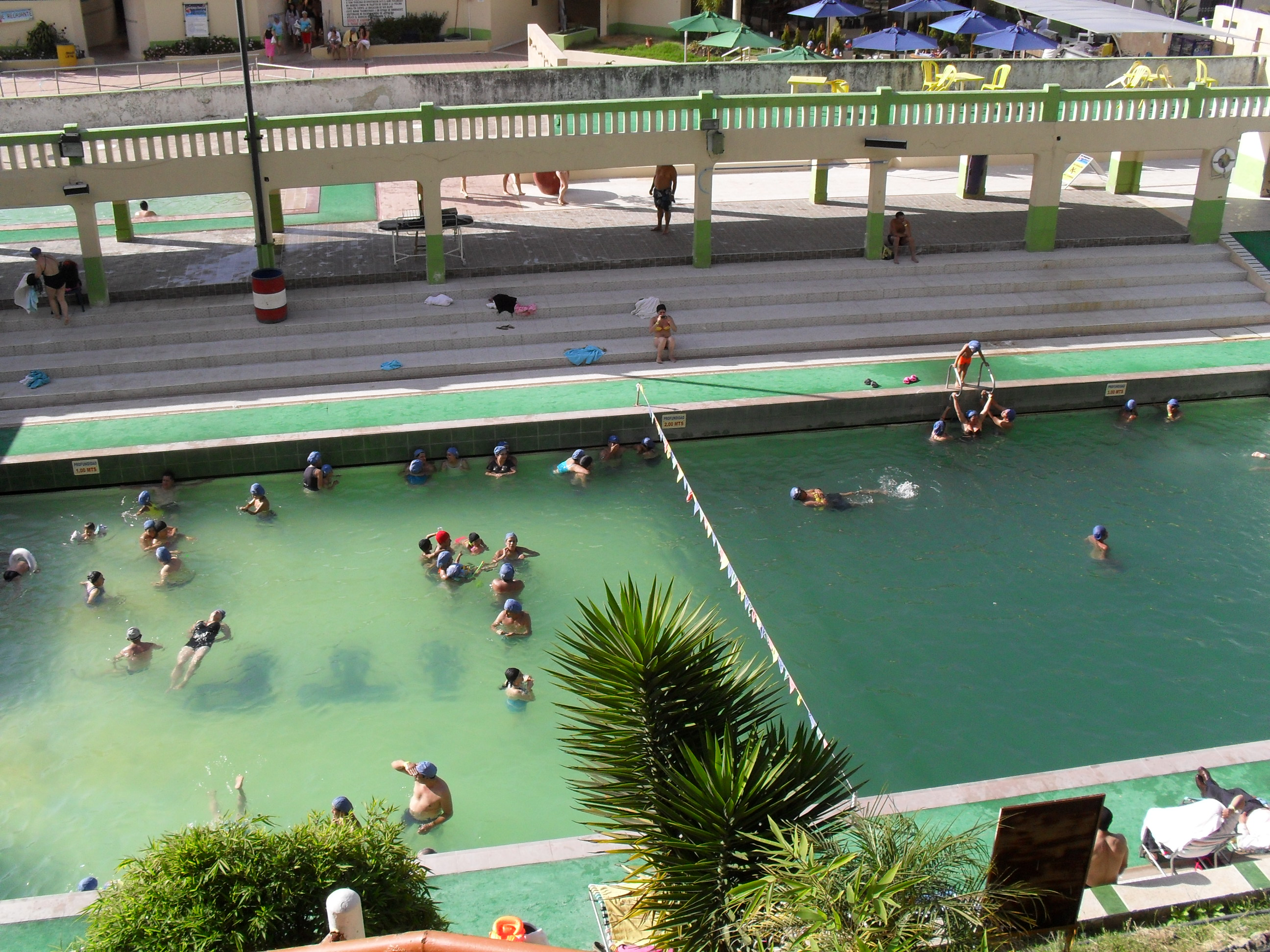
Thermalbäder in Paipa

## Söhne und Töchter der Stadt
- Miguel Jiménez López (1875–1955), Mediziner, Politiker und Rassentheoretiker
- Ramón Tolosa (* 1960), Radrennfahrer
- Israel Ochoa (* 1964), Radrennfahrer
- Libardo Niño (* 1968), Radrennfahrer
- Miguel Niño (* 1971), Radrennfahrer
- Víctor Niño (* 1973), Radrennfahrer
- Fernando Camargo (* 1977), Radrennfahrer
- Wilson Cepeda (* 1980), Radrennfahrer
- Sebastián Molano (* 1994), Radrennfahrer